# Obi Metzger
Sam Obi Metzger Jr. (ur. 19 września 1987 we Freetown) – sierraleoński piłkarz występujący na pozycji napastnika. Zawodnik klubu FC Haka.

## Kariera klubowa
Metzger karierę rozpoczynał w 2003 roku w zespole Ports Authority FC. Następnie grał w Mighty Blackpool FC, a w 2004 roku przeszedł do libańskiego Racingu Bejrut. W 2005 roku wyjechał do Finlandii, gdzie grał w drugoligowym Atlantis FC oraz trzecioligowym PP-70. W 2009 roku odszedł do słowackiego Topvaru Topoľčany z trzeciej ligi. W 2010 roku wrócił do Finlandii, gdzie występował w drugoligowym FC Viikingit.
W 2011 roku podpisał kontrakt z zespołem FC Haka z Veikkausliigi. Zadebiutował tam 6 maja 2011 roku w zremisowanym 0:0 pojedynku z Vaasan Palloseura. 9 maja 2011 roku w wygranym 2:1 spotkaniu z FF Jaro strzelił pierwszego gola w Veikkausliidze.

## Kariera reprezentacyjna
W reprezentacji Sierra Leone Metzger zadebiutował w 2008 roku.